# Корети (Ахметский муниципалитет)
Корети (груз. ქორეთი, чечен. Кӏуорат) — селение в Ахметском муниципалитете, Кахетия, Грузия.

## География
Расположено в Панкисском ущелье к северу от города Ахмета.

## Фамилии
- Албуташвили — 7 чел.
- Багаури — 40 чел.
- Кабисашвили — 10 чел.
- Нарткхошвили — 4 чел.
- Тедешвили — 22 чел.
- Имедашвили
- Кавтарашвили